# Ronaldo de Jesús
Ronaldo Nawel de Jesús López (San Patricio, 1º ottobre 2004) è un calciatore paraguaiano, difensore del Lanús.

## Carriera

### Club
de Jesús è cresciuto nel settore giovanile del Cerro Porteño, con cui ha debuttato il 6 aprile 2023 nell'incontro di Coppa Libertadores vinto 2-1 contro il Barcelona SC.

### Nazionale
Ha giocato nella nazionale paraguaiana Under-23.
Nel 2024 è stato convocato dalla nazionale olimpica per partecipare ai Giochi della XXXIII Olimpiade.

## Statistiche

### Presenze e reti nei club
Statistiche aggiornate al 14 maggio 2025.
| Stagione             | Squadra              | Campionato           | Campionato | Campionato | Coppe nazionali | Coppe nazionali | Coppe nazionali | Coppe continentali | Coppe continentali | Coppe continentali | Altre coppe | Altre coppe | Altre coppe | Totale | Totale | Totale |
| Stagione             | Squadra              | Comp                 | Pres       | Reti       | Comp            | Pres            | Reti            | Comp               | Pres               | Reti               | Comp        | Pres        | Reti        | Pres   | Reti   |        |
| -------------------- | -------------------- | -------------------- | ---------- | ---------- | --------------- | --------------- | --------------- | ------------------ | ------------------ | ------------------ | ----------- | ----------- | ----------- | ------ | ------ | ------ |
| 2023                 | Cerro Porteño        | PD                   | 10         | 2          | CP              | 0               | 0               | CL                 | 1                  | 0                  | -           | -           | -           | 11     | 2      |        |
| 2024                 | Cerro Porteño        | PD                   | 24         | 2          | CP              | 0               | 0               | CL+CS              | 2+0                | 0                  | -           | -           | -           | 26     | 2      |        |
| Totale Cerro Porteño | Totale Cerro Porteño | Totale Cerro Porteño | 34         | 4          |                 | 0               | 0               |                    | 3                  | 0                  |             | -           | -           | 37     | 4      |        |
| 2025                 | Lanús                | PD                   | 14         | 0          | CA              | 1               | 0               | CS                 | 5                  | 0                  | -           | -           | -           | 20     | 0      |        |
| Totale carriera      | Totale carriera      | Totale carriera      | 48         | 4          |                 | 1               | 0               |                    | 8                  | 0                  |             | -           | -           | 57     | 4      |        |